# Những chú chim cánh cụt đến từ Madagascar
Những chú chim cánh cụt đến từ Madagascar (tiếng Anh: The Penguins of Madagascar) là một chương trình hoạt hình của Hoa Kỳ được tạo bởi Mark McCorkle và Bob Schooley cho Nickelodeon vào ngày 28 tháng 11 năm 2008. Phim được sản xuất bởi DreamWorks Animation và Nickelodeon Animation Studio.

## Lồng tiếng
- Tom McGrath vai Skipper
- Jeff Bennett vai Kowalski
- John DiMaggio vai Rico, Bada, Hán và Burt
- James Patrick Stuart vai Private và Joey
- Danny Jacobs vai King Julien XIII
- Kevin Michael Richardson vai Maurice và Bing
- Andy Richter vai Mort
- Nicole Sullivan vai Marlene
- Conrad Vernon vai Mason
- Richard Kind vai Roger
- Wayne Knight vai Max / "Moon-cat"
- Fred Stoller vai Fred
- Tara Strong vai Eggy
- Mary Scheer vai Alice
- Atticus Shaffer vai The Vesuvius Twins
- Neil Patrick Harris vai Dr. Blowhole
- Diedrich Bader vai The Rat King
- Cedric Yarbrough vai Officer X
- Nestor Carbonell vai Savio

## Đón nhận
Common Sense Media, một tổ chức giáo dục và vận động thúc đẩy công nghệ và phương tiện truyền thông an toàn cho trẻ em, đã cho loạt phim 3 sao.